# Daniel Baldwin
Daniel Leroy Baldwin (Massapequa, 5 ottobre 1960) è un attore statunitense.

## Biografia
Nato a Massapequa Park, nello Stato di New York, figlio di Carol Martineau, una sopravvissuta al cancro al seno che ha fondato il Carol M. Baldwin Breast Care Center dell'University Hospital and Medical Center di Stony Brook, e Alexander Rae Baldwin, Jr., un insegnante di storia delle scuole superiori e allenatore di calcio. Baldwin è cresciuto in una famiglia cattolica e ha origini irlandesi e francesi. Oltre ai suoi tre fratelli attori, Alec (1958), William (1963) e Stephen (1966), Baldwin ha due sorelle.
Ha interpretato il detective Beau Felton nella serie TV della NBC Homicide: Life on the Street, e ha recitato nei film Ned Blessing: The True Story of My Life (1992), Scomodi omicidi (Mulholland Falls, 1996), Vampires (1998), Segreto militare (The Pandora Project, 1998), Stealing Candy (2002), Paparazzi (2004) e Grey Gardens (2009).
Ha condotto The Daniel Baldwin Show sulla stazione radio WTLA di Syracuse dal 2017 al 2019. È stato anche presentatore della serie televisiva truTV Presents: World's Dumbest. Nel febbraio 2019 è apparso su Celebrity Rehab con il dottor Drew, confessando la sua lotta con la dipendenza da cocaina.

## Filmografia parziale

### Film
- Nato il quattro luglio (Born on the Fourth of July), regia di Oliver Stone (1989)
- Nient'altro che guai (Nothing But Trouble), regia di Dan Aykroyd (1991)
- Harley Davidson & Marlboro Man, regia di Simon Wincer (1991)
- Eroe per caso (Hero), regia di Stephen Frears (1992)
- Scacco mortale (Knight Moves), regia di Carl Schenkel (1992)
- Una volante tutta matta (Car 54, Where Are You?), regia di Bill Fishman (1994)
- Visioni di un omicidio (Dead on Sight), regia di Ruben Preuss (1994)
- Scomodi omicidi (Mulholland Falls), regia di Lee Tamahori (1996)
- Mosche da bar (Trees Lounge), regia di Steve Buscemi (1996)
- Phoenix - Delitto di polizia (Phoenix), regia di Danny Cannon (1998)
- Vampires, regia di John Carpenter (1998)
- Segreto militare (The Pandora Project), regia di Jim Wynorski e John Terlesky (1998)
- King of the Ants, regia di Stuart Gordon (2003)
- Scatto mortale - Paparazzi (Paparazzi), regia di Paul Abascal (2004)
- Nine Dead, regia di Chris Shadley (2009)
- Out West, regia di Lee Brownstein (2013)
- Hope Lost, regia di David Petrucci (2014)
- Divorce Texas Style, regia di Corbin Timbrook (2016)

### Televisione
- Sei solo, agente Vincent (L.A. Takedown), regia di Michael Mann – film TV (1989)
- Homicide (Homicide: Life on the Street) – serie TV, 33 episodi (1993-1995)
- Homicide: The Movie, regia di Jean de Segonzac - film TV (2000)
- I Soprano (The Sopranos) - serie TV, 2 episodi (2007)
- The Closer – serie TV, episodio 4x03 (2008)
- Cold Case - Delitti irrisolti (Cold Case) – serie TV, 7 episodi (2009-2010)
- Grey Gardens - Dive per sempre (Grey Gardens), regia di Michael Sucsy – film TV (2009)

### Regista
- Fall (2001)
- Il tunnel (Tunnel) (2002)
- The Wisdom to Know the Difference (2014)
- My Promise to PJ (2020)

## Doppiatori italiani
Nelle versioni in italiano delle opere in cui ha recitato, Daniel Baldwin è stato doppiato da:
- Vittorio De Angelis in Homicide, Life on the Street, Vampires, Homicide - The Movie
- Stefano Mondini in Final Move, The Closer, Hawaii Five-0
- Paolo Buglioni in Phoenix - Delitto di polizia, Il tunnel
- Massimo Rinaldi in Harley Davidson & Marlboro Man
- Claudio Fattoretto in Scatto mortale - Paparazzi
- Massimo Rossi in Air Combat
- Pasquale Anselmo in Legame di sangue
- Stefano De Sando in Sospetti in famiglia
- Alessandro Rossi in Scomodi omicidi
- Paolo Marchese ne I Soprano
- Gino La Monica in Cold Case - Delitti irrisolti